# Leucauge mahurica
Leucauge mahurica este o specie de păianjeni din genul Leucauge, familia Tetragnathidae, descrisă de Strand, 1913. Conform Catalogue of Life specia Leucauge mahurica nu are subspecii cunoscute.